# Ginkgolide

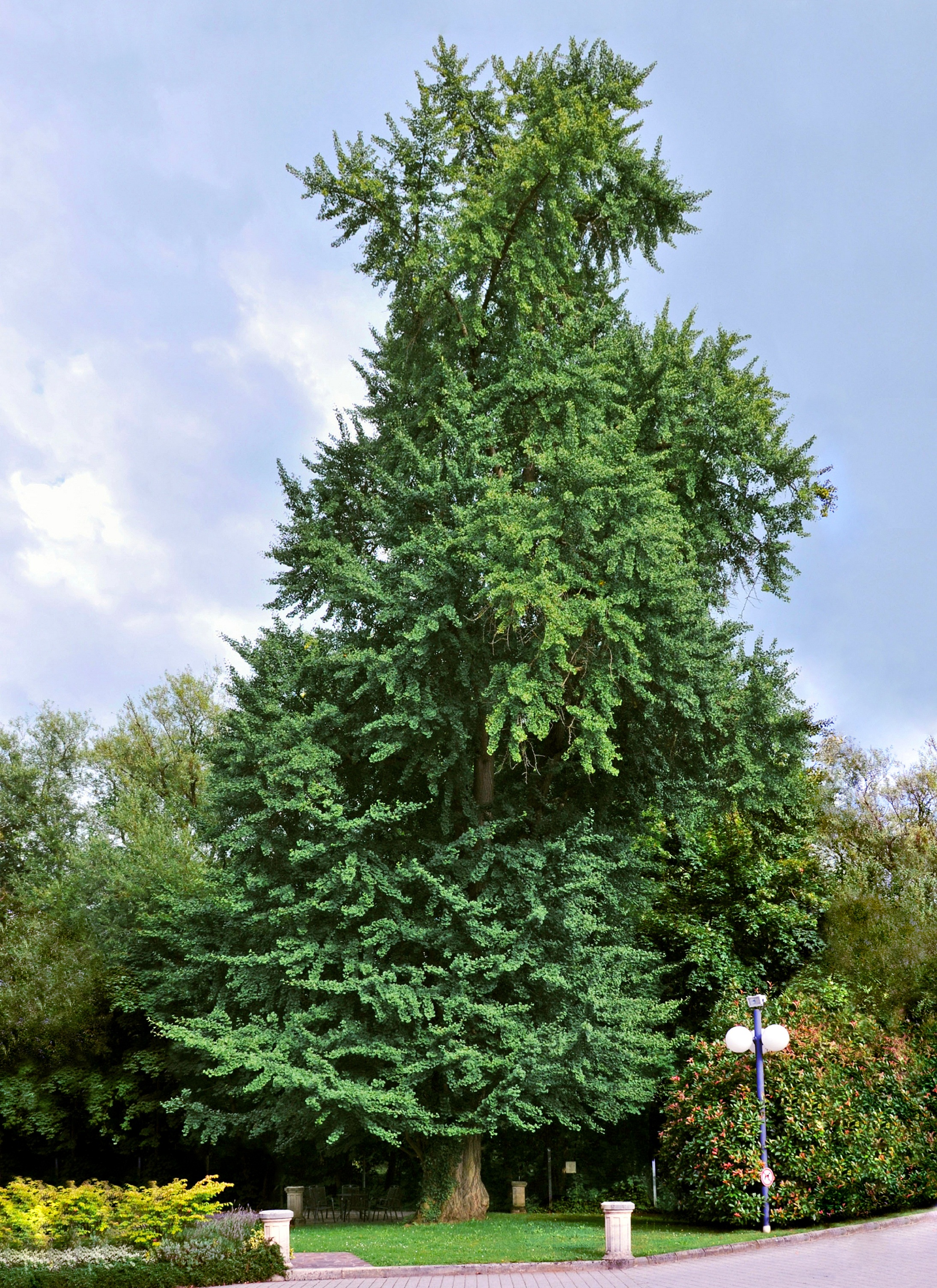
Ginkgobaum (Ginkgo biloba)

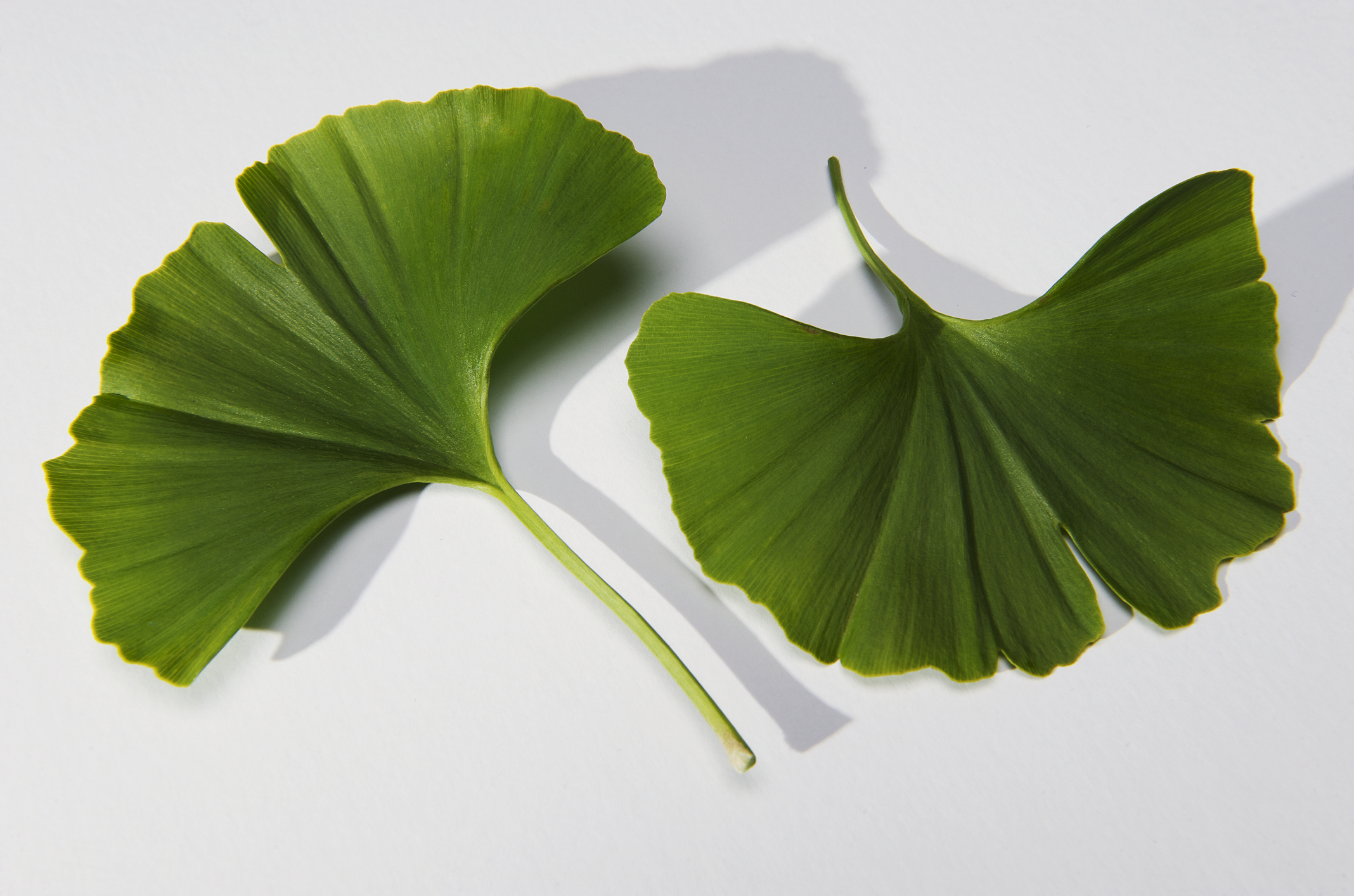
Ginkgoblätter in der Nahaufnahme

Ginkgolide sind hexacyclische Terpene mit drei γ-Lacton-Ringen, 2-3 Hydroxy- und einer tert.-Butyl-Gruppe. Bisher sind fünf Vertreter der Stoffgruppe bekannt (Ginkgolid A, B, C, J, M). Die tert-Butyl-Gruppe wurde bislang nur in Extrakten aus Ginkgo-Blättern nachgewiesen. So auch in dem den Ginkgoliden in seiner Konstitution eng verwandten Bilobalid.

## Biosynthese
Nakanishi konnte zeigen, dass der Ginkgo-Baum radioaktives 14C aus den markierten Verbindungen Natriumacetat, Mevalonsäure und Methionin in Ginkgolide einbaut. Damit war der Beweis des terpenoiden Ursprungs der polycyclischen Hydroxylactone aus Ginkgo biloba erbracht. Die genaue Biosynthese ist bislang nicht in allen Einzelheiten geklärt.

## Vorkommen
1967 isolierten erstmals Sakabe und Masao Maruyama aus Ginkgo-biloba-Extrakten Hydroxylactone unbekannter Konstitution. Die Aufklärung der Strukturen durch Weinges und andere dauerte bis Ende des 20. Jahrhunderts.

## Strukturen
| Ginkgolide  | Grundstruktur                        | R1  | R2  | R3  | CAS        |
| ----------- | ------------------------------------ | --- | --- | --- | ---------- |
| Ginkgolid A | allg. Strukturformel von Ginkgoliden | –H  | –OH | –H  | 15291-75-5 |
| Ginkgolid B | allg. Strukturformel von Ginkgoliden | –H  | –OH | –OH | 15291-77-7 |
| Ginkgolid C | allg. Strukturformel von Ginkgoliden | –OH | –OH | –OH | 15291-76-6 |
| Ginkgolid J | allg. Strukturformel von Ginkgoliden | –OH | –OH | –H  | 15291-79-9 |
| Ginkgolid M | allg. Strukturformel von Ginkgoliden | –OH | –H  | –OH | 15291-78-8 |

## Verwendung
Ginkgolide gelten neben den Flavonoiden als wirksamkeitsbestimmende Inhaltsstoffe von Ginkgo-Präparaten.